# جو دالساندرو
جو دالساندرو (انگلیسی: Joe Dallesandro؛ زاده ۳۱ دسامبر ۱۹۴۸) بازیگر اهل ایالات متحده آمریکا است.
از فیلم‌هایی که وی در آن نقش داشته است، می‌توان به راهبه قاتل، دوستت دارم… من هم نه، انجمن پنبه، دیوانه تفنگ، شرایط بحرانی و دیوانه تفنگ اشاره کرد.